# اسکای اکسپرس (یونان)
اسکای اکسپرس (به انگلیسی: Sky Express (Greece)) یک شرکت هواپیمایی با کد یاتا GQ است که در ۲۰۰۵ میلادی تأسیس شده‌است. دفتر مرکزی اسکای اکسپرس در هراکلیون، یونان واقع شده‌است و قطب این شرکت هواپیمایی در فرودگاه بین‌المللی هراکلین قرار دارد و به ۱۸ مقصد، پرواز انجام می‌دهد.